# Wideo z Jezusem
Wideo z Jezusem – powieść z 1997 roku autorstwa Andreasa Eschbacha. Opowiada o perypetiach związanych z poszukiwaniem ukrytej kamery wideo, która zawiera cyfrowy film z Jezusem nagrany przez podróżnika w czasie.

## Fabuła
Podczas archeologicznych wykopalisk w Izraelu, amerykański student Stephen Foxx odkrywa zwłoki człowieka, który najwyraźniej zmarł około dwa tysiące lat temu. Pośród rzeczy zmarłego znajduje mały, lniany woreczek, który zawiera instrukcję cyfrowej kamery wideo. Foxx i jego mentor, profesor Wilford-Smith, dowiadują się później, iż ten właśnie model kamery zostanie wypuszczony przez producenta Sony dopiero za trzy lata. Zaczynają spekulować, że zmarły może być podróżnikiem w czasie pochodzącym z przyszłości, który cofnął się w czasie, aby nagrać na kamerze znaczące wydarzenia sprzed dwóch tysiącleci... przede wszystkim Jezusa Chrystusa.
Mediowy magnat John Kaun, sponsor wykopalisk, organizuje poszukiwanie kamery, która jest ukryta w nieznanym miejscu. Jednakże Stephen postanawia odnaleźć ją na własną rękę z pomocą kolegów: studentki Judith Menez i jej brata Yehoshuaha. Rozpoczyna się wyścig po wideo z Jezusem. Z czasem okazuje się być o wiele bardziej niebezpieczny, gdyż katolicki kościół zrobi wszystko co w jego mocy, aby nie upublicznić tego nagrania.
Stephen i Judith znajdują w końcu kamerę strzeżoną od wieków w tajnym zakonie mnichów, jednak nie są w stanie obejrzeć nagrania z powodu wyczerpanych baterii. Śledzeni przez wojskowych i watykańskich agentów uciekają na pustynię, jednak po pewnym czasie upał ich powala.
Ratują ich John Kaun i profesor Wilford-Smith. Kamera trafia w ich ręce. W chwili gdy ma zostać włączona pojawia się ojciec Scarfaro ze swoimi agentami Kościoła. Zabierają kamerę i ją niszczą. Scarfaro wyjaśnia, że gdyby Jezus żył w obecnych czasach, zostałby uznany za mąciciela, tak jak w swoich czasach i to Kościół, który został stworzony w oparciu o jego nauki musiałby go sądzić.
Mijają trzy lata. Do Stephena dzwoni pewna firma z błahym problemem który sprawia, że odżywają stare sprawy. Zaczyna składać małe fragmenty układanki. Spotyka się z profesorem Wilfordem-Smithem i nareszcie dowiaduje się prawdy: Wilford-Smith odkrył dwie dziwne kasety wideo jeszcze w roku 1947, jednak nie miał możliwości odtworzenia ich, gdyż odpowiednia technologia wówczas nie istniała. Po pewnym czasie zorientował się co mogły zawierać, więc zaczął szukać kamery. A właśnie teraz dokonał zakupu nowego odtwarzacza Sony, który może odtworzyć zawartość.
Właśnie w tym momencie jednostka komandosów wpada do domu Wilforda-Smitha i żąda wydania kasety. Profesor bez problemu przekazuje im ją. Jak się okazuje już wcześniej sporządził setki kopii w różnych formatach i rozprowadził ją po całym świecie. Wideo dociera do wielu ludzi, jednak reakcje na film są różne: dla niektórych ludzi skromny człowiek na filmie i jego przykazanie miłości są głęboko poruszające, inspiruje ich do całkowitego przemyślenia swojego życia i wartości, podczas gdy inni widzą jedynie rozmyte wideo zwykłego, nieciekawego rabina. Mimo to nagranie tworzy nową sektę chrześcijan, która bazuje na oryginalnych naukach Chrystusa.
Mijają kolejne dwa i pół roku: Stephen i Judith, którzy teraz są w związku, zarządzają tymczasowo przydrożnym motelem w Stanach Zjednoczonych. Spotykają się z Peterem Eisenhardtem, autorem, który również był w grupie Johna Kauna. Peter wciąż uważa, że wideo to fałszywka. W tym momencie młody człowiek o imieniu John wtrąca się do dyskusji. Przed wejściem do autobusu jadącego na lotnisko opowiada im o tym, że wybiera się na wycieczkę do Izraela... i pokazuje im nowiutką cyfrową kamerę wideo firmy Sony MR-01.

## Adaptacja
W 2002 roku książka została zaadaptowana do dwuczęściowego filmu telewizyjnego pod tytułem „Das Jesus Video” przez niemiecką stację telewizyjną ProSieben. Jednakże film znacząco różni się od powieści, zmianie uległy główne wątki; na przykład Stephen odkrywa, że to on sam jest podróżnikiem w czasie, a Judith (w filmie Sharon) towarzyszy mu w podróży w czasie. W książce nie został wytłumaczony sposób podróży w czasie, w filmie pokrótce tak.